# ハンドボール ジャパンカップ
ハンドボール ジャパンカップ（Handball Japan Cup）は、日本ハンドボール協会主催により行われるハンドボールの国際大会である。

## 概要
1997年世界男子ハンドボール選手権日本開催を記念して、1996年にその開催地となる熊本県においてプレ大会の位置づけで開催。8ヶ国が集まり展開された。
1997年は日本協会60周年記念大会として執り行われ、男女大会となる。以降も大会は継続され毎年夏に行われていた。
2002年は大会名が「Handball Super Challenge 2002」に改められた。2003年からはジャパンカップに戻すも、2004・2005年は行われず、2006年は開催時期を11月に移して行われた。
2007年は再び夏開催に戻し、2008年も開催。2009年は行われず、2010年に2年ぶりに開催される。
大会方式や出場チーム数などはその年によって異なる。

## ジャパンカップ81
- 1981年5月24日から30日に開催。男子ナショナルチームが参加[1]。同時期に「第2回日中女子交流」が行われ、中国代表女子が来日した。

### 参加チーム
- 全日本A
- 全日本B
- 東ドイツ代表
- 中国代表

### 日程・結果
| 日      | 開催地           | スコア       | スコア  | スコア   |
| ------- | ---------------- | ------------ | ------- | -------- |
| 5月24日 | 大阪市中央体育館 | 東ドイツ代表 | 35 - 17 | 全日本B  |
| 5月24日 | 大阪市中央体育館 | 全日本A      | 25 - 17 | 中国代表 |
| 5月28日 | 愛知県体育館     | 全日本B      | 18 - 16 | 全日本A  |
| 5月28日 | 愛知県体育館     | 東ドイツ代表 | 38 - 19 | 中国代表 |
| 5月30日 | 東京体育館       | 全日本B      | 26 - 20 | 中国代表 |
| 5月30日 | 東京体育館       | 東ドイツ代表 | 28 - 20 | 全日本A  |

## ジャパンカップ'87
「東洋証券ハンドボール ジャパンカップ'87」
- 1987年5月30日から6月6日まで、日本ハンドボール協会50周年事業の一環として開催。男女ナショナルチームが参加した[2]。

### 参加チーム

#### 男子
- 日本代表
- ユーゴスラビア代表
- 西ドイツ代表

#### 女子
- 日本代表
- ソビエト連邦代表
- 韓国代表
- アメリカ代表

### 日程・結果 (男子)
| 日      | 開催地           | スコア         | スコア  | スコア         |
| ------- | ---------------- | -------------- | ------- | -------------- |
| 5月30日 | 代々木第一体育館 | 西ドイツ       | 22 - 20 | ユーゴスラビア |
| 5月31日 | 代々木第一体育館 | ユーゴスラビア | 31 - 15 | 日本代表       |
| 6月2日  | 代々木第一体育館 | 西ドイツ       | 24 - 17 | 日本代表       |
| 6月3日  | 横浜文化体育館   | ユーゴスラビア | 25 - 20 | 日本代表       |
| 6月5日  | 大阪市中央体育館 | ユーゴスラビア | 26 - 13 | 西ドイツ       |
| 6月6日  | 名古屋市体育館   | 西ドイツ       | 22 - 16 | 日本代表       |

### 日程・結果 (女子)
| 日      | 開催地           | スコア           | スコア  | スコア       |
| ------- | ---------------- | ---------------- | ------- | ------------ |
| 5月30日 | 代々木第一体育館 | ソビエト連邦代表 | 35 - 12 | 日本代表     |
| 5月30日 | 代々木第一体育館 | 韓国代表         | 31 - 22 | アメリカ代表 |
| 5月31日 | 代々木第一体育館 | 日本代表         | 19 - 16 | アメリカ代表 |
| 5月31日 | 代々木第一体育館 | ソビエト連邦代表 | 31 - 29 | 韓国代表     |
| 6月2日  | 代々木第一体育館 | 韓国代表         | 32 - 27 | 日本代表     |
| 6月2日  | 代々木第一体育館 | ソビエト連邦代表 | 30 - 18 | アメリカ代表 |

## ジャパンカップ96
「ジャパンカップ96」
- 1996年4月9日から14日まで熊本県の5会場で開催[3]。男子ナショナルチームが8チーム参加した。

### 参加チーム
- 日本代表
- オーストラリア代表
- アメリカ代表
- アイスランド代表
- ベラルーシ代表
- 中国代表
- 韓国代表
- ノルウェー代表

### 結果

#### 予選リーグ
| Aグループ | Aグループ          | Aグループ | Aグループ | Aグループ | Aグループ | Aグループ | Aグループ | Aグループ | Aグループ |
| 順位      | チーム             | 試合      | 勝        | 分        | 敗        | 得        | 失        | 差        | 点        |
| --------- | ------------------ | --------- | --------- | --------- | --------- | --------- | --------- | --------- | --------- |
| 1位       | アイスランド代表   | 3         | 3         | 0         | 0         | 87        | 60        | 27        | 6         |
| 2位       | アメリカ代表       | 3         | 1         | 1         | 1         | 71        | 67        | 4         | 3         |
| 3位       | 日本代表           | 3         | 1         | 1         | 1         | 57        | 62        | -5        | 3         |
| 4位       | オーストラリア代表 | 3         | 0         | 0         | 3         | 48        | 74        | -26       | 0         |

| Bグループ | Bグループ      | Bグループ | Bグループ | Bグループ | Bグループ | Bグループ | Bグループ | Bグループ | Bグループ |
| 順位      | チーム         | 試合      | 勝        | 分        | 敗        | 得        | 失        | 差        | 点        |
| --------- | -------------- | --------- | --------- | --------- | --------- | --------- | --------- | --------- | --------- |
| 1位       | ノルウェー代表 | 3         | 3         | 0         | 0         | 82        | 70        | 12        | 6         |
| 2位       | 韓国代表       | 3         | 2         | 0         | 1         | 89        | 68        | 21        | 4         |
| 3位       | ベラルーシ代表 | 3         | 1         | 0         | 2         | 81        | 73        | 8         | 2         |
| 4位       | 中国代表       | 3         | 0         | 0         | 3         | 60        | 101       | -41       | 0         |

### 決勝トーナメント
|  | 準決勝 | 準決勝           | 準決勝 |  |  | 決勝      | 決勝             | 決勝      |
|  |        |                  |        |  |  |           |                  |           |
|  | A1位   | アイスランド代表 | 27     |  |  |           |                  |           |
|  | B2位   | 韓国代表         | 24     |  |  |           |                  |           |
|  |        |                  |        |  |  | A1位      | アイスランド代表 | 29        |
|  |        |                  |        |  |  | B1位      | ノルウェー代表   | 24        |
|  | B1位   | ノルウェー代表   | 29     |  |  |           |                  |           |
|  | A2位   | アメリカ代表     | 18     |  |  | 3位決定戦 | 3位決定戦        | 3位決定戦 |
|  |        |                  |        |  |  |           |                  |           |
|  |        |                  |        |  |  | B2位      | 韓国代表         | 28        |
|  |        |                  |        |  |  | A2位      | アメリカ代表     | 24        |

| 表彰         | 名                                            |
| ------------ | --------------------------------------------- |
| 最優秀監督賞 | ソルビヨン・イエンソン (アイスランド)         |
| 最優秀選手賞 | シグルスール・ビャルナソン (アイスランド)     |
| 優秀選手     | ミラン・スラヴジェヴィク (オーストラリア)     |
| 優秀選手     | アンドレイ・クリモヴェツ (ベラルーシ)         |
| 優秀選手     | ワン・シンドウ (中国)                         |
| 優秀選手     | オゥラフェール・ステファンソン (アイスランド) |
| 優秀選手     | 白元喆 (韓国)                                 |
| 優秀選手     | シーメン・ムッフェタンゲン (ノルウェー)       |

## '97ジャパンカップ
「'97ジャパンカップ」
- 1997年8月29日・30日・31日の3日間、千葉県・神奈川県で開催。開催期間前後には日本ハンドボールリーグ加盟チームとの親善試合が9試合行われた[4]。

### 参加チーム

#### 男子
- 日本代表
- SCマクデブルク（英語版） (ドイツ)
- 尚武 (韓国)
- 日本代表U-23

#### 女子
- 日本代表
- VfBライプチヒ（ドイツ語版） (ドイツ)
- 広西選抜 (中国)
- 日本代表U-23

### 結果

#### 男子
| 順位 | チーム         | 試合 | 勝 | 分 | 敗 |
| ---- | -------------- | ---- | -- | -- | -- |
| 1位  | SCマクデブルク | 3    | 3  | 0  | 0  |
| 2位  | 日本代表       | 3    | 2  | 0  | 1  |
| 3位  | 尚武           | 3    | 1  | 0  | 2  |
| 4位  | 日本代表U-23   | 3    | 0  | 0  | 3  |

#### 女子
| 順位 | チーム        | 試合 | 勝 | 分 | 敗 |
| ---- | ------------- | ---- | -- | -- | -- |
| 1位  | VfBライプチヒ | 3    | 3  | 0  | 0  |
| 2位  | 日本代表      | 3    | 2  | 0  | 1  |
| 3位  | 日本代表U-23  | 3    | 1  | 0  | 2  |
| 4位  | 広西選抜      | 3    | 0  | 0  | 3  |

### 出場した著名選手
- ステファン・クレッシュマー（ドイツ語版）(SCマクデブルク)

## '98ジャパンカップ
「'98ジャパンカップ」
- 1998年11月22日から25日の4日間、愛知県の4会場で開催[5]。

### 参加チーム

#### 男子
- 日本代表
- オーストラリア代表
- 日本代表U-23
- 日本リーグ選抜

#### 女子
- 日本代表
- バンスカ・ピストリッツァ（スロバキア語版） (スロバキア)
- 日本代表U-23
- 日本リーグ選抜

### 結果

#### 男子
| 順位 | チーム             | 試合 | 勝 | 分 | 敗 |
| ---- | ------------------ | ---- | -- | -- | -- |
| 1位  | 日本代表           | 3    | 3  | 0  | 0  |
| 2位  | 日本リーグ選抜     | 3    | 2  | 0  | 1  |
| 3位  | 日本代表U-23       | 3    | 1  | 0  | 2  |
| 4位  | オーストラリア代表 | 3    | 0  | 0  | 3  |

| 表彰         | 名                                |
| ------------ | --------------------------------- |
| 最優秀監督賞 | 蒲生晴明 (日本代表)               |
| 最優秀選手賞 | 冨本栄次 (日本代表)               |
| ベストセブン | 日原一幸 (日本代表)               |
| ベストセブン | 角谷裕司 (日本代表)               |
| ベストセブン | 広政宜孝 (日本リーグ選抜)         |
| ベストセブン | セルゲイ・ジザ (日本リーグ選抜)   |
| ベストセブン | 朴性立 (日本リーグ選抜)           |
| ベストセブン | ビーター・バック (オーストラリア) |
| ベストセブン | 小川友康 (日本代表U-23)           |

#### 女子
| 順位 | チーム                   | 試合 | 勝 | 分 | 敗 |
| ---- | ------------------------ | ---- | -- | -- | -- |
| 1位  | 日本代表                 | 3    | 2  | 0  | 1  |
| 2位  | 日本リーグ選抜           | 3    | 2  | 0  | 1  |
| 3位  | バンスカ・ピストリッツァ | 3    | 1  | 1  | 1  |
| 4位  | 日本代表U-23             | 3    | 0  | 0  | 3  |

| 表彰         | 名                                                  |
| ------------ | --------------------------------------------------- |
| 最優秀監督賞 | 伊藤宏幸 (日本代表)                                 |
| 最優秀選手賞 | 田中美音子 (日本代表)                               |
| ベストセブン | 今野清美 (日本リーグ選抜)                           |
| ベストセブン | 小松真理子 (日本代表)                               |
| ベストセブン | 沖土居真子 (日本代表)                               |
| ベストセブン | 田中美代子 (日本代表)                               |
| ベストセブン | 呉成玉 (日本リーグ選抜)                             |
| ベストセブン | アクロメーヴァ・イリーナ (バンスカ・ピストリッツァ) |
| ベストセブン | 早川まさみ (日本代表U-23)                           |

## 1999 ジャパンカップ
「第5回ヒロシマ国際ハンドボール大会 / 1999 ジャパンカップ」
- 1999年7月23日・24日・25日に広島県で開催。第5回ヒロシマ国際ハンドボール大会にジャパンカップを兼ねた形で行われた[6]。

### 参加チーム

#### 男子
- 日本代表
- AGS HBC イィチーン (チェコ)
- HBCドラメン（英語版） (ノルウェー)
- 韓国体育大学校

#### 女子
- 日本代表
- イズミ (日本ハンドボールリーグ)
- GOGグドメ（英語版） (デンマーク)
- 韓国体育大学校

### 結果

#### 男子
| 順位 | チーム             | 試合 | 勝 | 分 | 敗 | 得 | 失 | 差  | 点 |
| ---- | ------------------ | ---- | -- | -- | -- | -- | -- | --- | -- |
| 1位  | 韓国体育大学校     | 3    | 3  | 0  | 0  | 94 | 79 | 15  | 6  |
| 2位  | 日本代表           | 3    | 2  | 0  | 1  | 73 | 66 | 7   | 4  |
| 3位  | HBCドラメン        | 3    | 1  | 0  | 2  | 77 | 78 | -1  | 2  |
| 4位  | AGS HBC イィチーン | 3    | 0  | 0  | 3  | 73 | 94 | -21 | 0  |

- 最優秀選手賞：白原哲 (韓国体育大学校)

#### 女子
| 順位 | チーム         | 試合 | 勝 | 分 | 敗 | 得 | 失 | 差  | 点 |
| ---- | -------------- | ---- | -- | -- | -- | -- | -- | --- | -- |
| 1位  | 日本代表       | 3    | 3  | 0  | 0  | 84 | 58 | 26  | 6  |
| 2位  | GOGグドメ      | 3    | 1  | 0  | 2  | 77 | 82 | -5  | 2  |
| 3位  | イズミ         | 3    | 1  | 0  | 2  | 69 | 75 | -6  | 2  |
| 4位  | 韓国体育大学校 | 3    | 1  | 0  | 2  | 65 | 80 | -15 | 2  |

- 最優秀選手賞：田中美音子 (日本代表)

## 2000 ジャパンカップ
「日本ハンドボールリーグ25周年記念 第6回ヒロシマ国際ハンドボール大会 / 2000 ジャパンカップ」
- 2000年7月27日・28日・29日に広島県で開催。前回大会同様、第6回ヒロシマ国際ハンドボール大会にジャパンカップを兼ねた形で行われた[7]。

### 参加チーム

#### 男子
- 日本代表
- バニク・カルビナ（英語版） (チェコ)
- エストニア代表（英語版） (エストニア)
- 日本リーグ選抜

#### 女子
- 日本代表
- チャイニーズタイペイ代表（英語版） (台湾)
- 韓国体育大学校
- 日本リーグ選抜

### 結果

#### 男子
| 順位 | チーム           | 試合 | 勝 | 分 | 敗 | 得 | 失 | 差  | 点 |
| ---- | ---------------- | ---- | -- | -- | -- | -- | -- | --- | -- |
| 1位  | 日本代表         | 3    | 3  | 0  | 0  | 61 | 54 | 7   | 6  |
| 2位  | エストニア代表   | 3    | 2  | 0  | 1  | 70 | 60 | 10  | 4  |
| 3位  | 日本リーグ選抜   | 3    | 1  | 0  | 2  | 57 | 55 | 2   | 2  |
| 4位  | バニク・カルビナ | 3    | 0  | 0  | 3  | 61 | 80 | -19 | 0  |

- 最優秀選手賞：田場裕也 (日本代表)

#### 女子
| 順位 | チーム                   | 試合 | 勝 | 分 | 敗 | 得 | 失 | 差  | 点 |
| ---- | ------------------------ | ---- | -- | -- | -- | -- | -- | --- | -- |
| 1位  | 韓国体育大学校           | 3    | 3  | 0  | 0  | 79 | 61 | 18  | 6  |
| 2位  | 日本代表                 | 3    | 2  | 0  | 1  | 77 | 48 | 29  | 4  |
| 3位  | 日本リーグ選抜           | 3    | 1  | 0  | 2  | 78 | 67 | 11  | 2  |
| 4位  | チャイニーズタイペイ代表 | 3    | 0  | 0  | 3  | 40 | 98 | -58 | 0  |

- 最優秀選手賞：ウ・スンヒ (韓国体育大学校)

## ジャパン・ナショナル・クラブカップ 2001
「ジャパン・ナショナル・クラブカップ 2001」
- 2001年8月26日から30日の5日間、3県4都市で開催。日本代表男子のアテネ五輪出場を目指す「アテネ強化プロジェクト」の一環として行われ、4か国からクラブチームが参加した[8]。

### 参加チーム
- 日本代表男子α
- 日本代表男子β
- SKIFロスネフト・クラスノダール（英語版） (ロシア)
- GFクロップスクルトゥール（スウェーデン語版） (スウェーデン)
- カタルーニャ選抜 (スペイン)
- HCケヒラ（英語版） (エストニア)

### 結果
| 順位 | チーム                         | 試合 | 勝 | 分 | 敗 | 得  | 失  | 差  | 点 |
| ---- | ------------------------------ | ---- | -- | -- | -- | --- | --- | --- | -- |
| 1位  | 日本代表α                      | 5    | 5  | 0  | 0  | 143 | 79  | 64  | 10 |
| 2位  | SKIFロスネフト・クラスノダール | 5    | 3  | 1  | 1  | 121 | 118 | 3   | 7  |
| 3位  | カタルーニャ選抜               | 5    | 3  | 0  | 2  | 110 | 116 | -6  | 6  |
| 4位  | GFクロップスクルトゥール       | 5    | 1  | 1  | 3  | 99  | 122 | -23 | 3  |
| 5位  | 日本代表β                      | 5    | 1  | 0  | 4  | 97  | 119 | -22 | 2  |
| 6位  | HCケヒラ                       | 5    | 1  | 0  | 4  | 110 | 126 | -16 | 2  |

## Handball Super Challenge 2002
「Handball Super Challenge 2002」
- 2002年7月3日から9日にかけて国内5都市で開催。日本代表男子とフランス代表男子が5試合を行った。また、北京五輪を視野に入れた若手編成の「日本代表P」が創設され、日本ハンドボールリーグ所属の実業団と前座試合を開催した[9]。

### 参加チーム
- 日本代表男子
- フランス代表男子

### 日程・結果
| 日     | 開催地                        | スコア   | スコア  | スコア       |
| ------ | ----------------------------- | -------- | ------- | ------------ |
| 7月3日 | 熊本県立総合体育館            | 日本代表 | 23 - 16 | フランス代表 |
| 7月4日 | グリーンアリーナ神戸          | 日本代表 | 19 - 24 | フランス代表 |
| 7月6日 | 岐阜アリーナ                  | 日本代表 | 16 - 22 | フランス代表 |
| 7月7日 | 中村スポーツセンター (名古屋) | 日本代表 | 16 - 18 | フランス代表 |
| 7月9日 | 川崎市とどろきアリーナ        | 日本代表 | 18 - 25 | フランス代表 |

### 出場した著名選手
- ジェローム・フェルナンデス（フランス語版）、ティエリー・オメイエール、ダニエル・ナルシス（フランス語版）、ミカエル・ギグー

## JAPAN CUP '03
「JAPAN CUP '03 アテネオリンピックアジア予選壮行試合」
- 2003年7月17日に神奈川県横浜市、19日に愛知県名古屋市、20日に福井県福井市で開催された。20日の福井大会はエキシビジョンマッチとして日本代表女子対北國銀行戦が行われ、31対20で日本代表が勝利した[10]。

### 参加チーム
- 日本代表男子
- エジプト代表男子

### 日程・結果
| 日      | 開催地                 | スコア   | スコア  | スコア       |
| ------- | ---------------------- | -------- | ------- | ------------ |
| 7月17日 | 横浜文化体育館         | 日本代表 | 34 - 28 | エジプト代表 |
| 7月19日 | 枇杷島スポーツセンター | 日本代表 | 24 - 22 | エジプト代表 |
| 7月20日 | 福井県営体育館         | 日本代表 | 24 - 33 | エジプト代表 |

### 出場した著名選手
- フセイン・ザキ（ドイツ語版）

## JAPAN CUP HANDBALL 2006
「JAPAN CUP HANDBALL 2006」
- 2006年11月10日・11日・12日に大阪府大阪市の住吉スポーツセンターで開催[11]。

### 参加チーム

#### 男子
- 日本代表
- 中国代表
- 韓国代表
- 日本リーグ選抜

#### 女子
- 日本代表
- 中国代表
- 韓国代表
- 日本リーグ選抜

### 結果

#### 男子
| 順位 | チーム         | 試合 | 勝 | 分 | 敗 | 得  | 失 | 差  | 点 |
| ---- | -------------- | ---- | -- | -- | -- | --- | -- | --- | -- |
| 1位  | 日本代表       | 3    | 3  | 0  | 0  | 107 | 64 | 43  | 6  |
| 2位  | 日本リーグ選抜 | 3    | 2  | 0  | 1  | 85  | 86 | -1  | 4  |
| 3位  | 韓国代表       | 3    | 1  | 0  | 2  | 70  | 88 | -18 | 2  |
| 4位  | 中国代表       | 3    | 0  | 0  | 3  | 70  | 94 | -24 | 0  |

#### 女子
| 順位 | チーム         | 試合 | 勝 | 分 | 敗 | 得 | 失 | 差  | 点 |
| ---- | -------------- | ---- | -- | -- | -- | -- | -- | --- | -- |
| 1位  | 日本代表       | 3    | 2  | 1  | 0  | 83 | 66 | 17  | 5  |
| 2位  | 中国代表       | 3    | 2  | 1  | 0  | 92 | 78 | 14  | 5  |
| 3位  | 日本リーグ選抜 | 3    | 1  | 0  | 2  | 68 | 83 | -15 | 2  |
| 4位  | 韓国代表       | 3    | 0  | 0  | 3  | 65 | 81 | -16 | 0  |

## JAPAN CUP 2007 (TOYOTA)
「JAPAN CUP 2007 TOYOTA GAMES 北京オリンピック男子アジア予選 愛知・豊田リハーサル大会」
- 2007年7月6日・8日に愛知県豊田市のスカイホール豊田で開催。スペシャルサポーターに加藤晴彦が就任[12]。

### 参加チーム
- 日本代表男子
- 日本リーグ選抜
- 中国代表男子
- エストニア選抜

### 結果
| 順位 | チーム         | 試合 | 勝 | 分 | 敗 | 得 | 失 | 差  | 点 |
| ---- | -------------- | ---- | -- | -- | -- | -- | -- | --- | -- |
| 1位  | 日本代表       | 3    | 3  | 0  | 0  | 85 | 54 | 31  | 6  |
| 2位  | エストニア選抜 | 3    | 2  | 0  | 1  | 77 | 72 | 5   | 4  |
| 3位  | 日本リーグ選抜 | 3    | 1  | 0  | 2  | 68 | 84 | -16 | 2  |
| 4位  | 中国代表       | 3    | 0  | 0  | 3  | 64 | 84 | -20 | 0  |

## JAPAN CUP 2007 (KUMAMOTO)
「1997年男子世界ハンド開催10周年記念 JAPAN CUP 2007 KUMAMOTO GAMES」
- 2007年7月11日から15日にかけて熊本県で開催。14日の2試合は台風4号の接近に伴い中止となった[13]。

### 参加チーム
- 日本代表男子
- 日本リーグ選抜
- 中国代表男子
- エストニア選抜

### 日程・結果
| 日      | 開催地             | スコア         | スコア    | スコア         |
| ------- | ------------------ | -------------- | --------- | -------------- |
| 7月11日 | 天草工業高校       | 日本代表       | 30 - 26   | 中国代表       |
| 7月12日 | 天草工業高校       | 日本リーグ選抜 | 39 - 27   | エストニア選抜 |
| 7月14日 | 熊本県立総合体育館 | 中国代表       | ※開催中止 | エストニア選抜 |
| 7月14日 | 熊本県立総合体育館 | 日本代表       | ※開催中止 | 日本リーグ選抜 |
| 7月15日 | 熊本県立総合体育館 | 日本リーグ選抜 | 35 - 25   | 中国代表       |
| 7月15日 | 山鹿市総合体育館   | 日本代表       | 37 - 25   | エストニア選抜 |

## 2008 ジャパンカップ熊本大会
「2008 ジャパンカップ熊本大会 日本 vs ブラジル ハンドボール親善試合」
- 2008年7月22日・23日に熊本県山鹿市の山鹿市総合体育館で開催。日本代表男子とブラジル代表男子の親善試合が2試合行われた[14]。

### 日程・結果
| 日      | スコア   | スコア  | スコア       |
| ------- | -------- | ------- | ------------ |
| 7月22日 | 日本代表 | 34 - 31 | ブラジル代表 |
| 7月23日 | 日本代表 | 32 - 34 | ブラジル代表 |

## 2008 ジャパンカップ広島大会
「第13回ヒロシマ国際ハンドボール大会 兼 2008ジャパンカップ広島大会」
- 2008年7月25日・26日・27日に広島県広島市の広島市中区スポーツセンターで開催。男子4チームによる1回戦総当たりのリーグ戦が行われた。2日目にはエキシビションマッチとして日本学生選抜対広島メイプルレッズが行われ、23対22で広島が勝利した[15]。

### 参加チーム
- 日本代表
- ブラジル代表
- 韓国軍体育部隊
- 湧永製薬

### 結果
| 順位 | チーム         | 試合 | 勝 | 分 | 敗 | 得 | 失 | 差  | 点 |
| ---- | -------------- | ---- | -- | -- | -- | -- | -- | --- | -- |
| 1位  | ブラジル代表   | 3    | 3  | 0  | 0  | 92 | 73 | 19  | 6  |
| 2位  | 湧永製薬       | 3    | 2  | 0  | 1  | 89 | 93 | -4  | 4  |
| 3位  | 日本代表       | 3    | 1  | 0  | 2  | 94 | 95 | -1  | 2  |
| 4位  | 韓国軍体育部隊 | 3    | 0  | 0  | 3  | 80 | 94 | -14 | 0  |

## JAPAN CUP 2010
「JAPAN CUP 2010 TOKYO GAMES」
- 2010年6月4日・5日・6日に東京都渋谷区の東京体育館で開催。日本代表のスペシャルサポーターに桑田真澄が就任した[16]。

### 参加チーム

#### 男子
- 日本代表
- ネバ（英語版） (ロシア)
- 韓国代表

#### 女子
- 日本代表
- ディナモ (ロシア)
- 韓国代表
- 中国代表

### 結果

#### 男子
| 順位 | チーム | 試合 | 勝 | 分 | 敗 | 得 | 失 | 差  | 点 |
| ---- | ------ | ---- | -- | -- | -- | -- | -- | --- | -- |
| 1位  | 韓国   | 2    | 2  | 0  | 0  | 62 | 50 | 12  | 4  |
| 2位  | ネバ   | 2    | 1  | 0  | 1  | 61 | 59 | 2   | 2  |
| 3位  | 日本   | 2    | 0  | 0  | 2  | 51 | 65 | -14 | 0  |

- MVP：チョン・ウィギョン (韓国)
- 敢闘賞：ポリャコフ・イーゴリ (ネバ)

#### 女子
| 順位 | チーム   | 試合 | 勝 | 分 | 敗 | 得 | 失 | 差 | 点 |
| ---- | -------- | ---- | -- | -- | -- | -- | -- | -- | -- |
| 1位  | 韓国     | 3    | 3  | 0  | 0  | 89 | 73 | 16 | 6  |
| 2位  | 日本     | 3    | 1  | 0  | 2  | 78 | 78 | 0  | 2  |
| 3位  | 中国     | 3    | 1  | 0  | 2  | 76 | 84 | -8 | 2  |
| 4位  | ディナモ | 3    | 1  | 0  | 2  | 70 | 78 | -8 | 2  |

- MVP：禹仙姫 (韓国)
- 敢闘賞：ケミロバ・タチアナ (ディナモ)

## JAPAN CUP 2012
「東日本大震災復興支援 日本協会創立75周年記念 JAPAN CUP 2012 TOYOTA GAMES」
- 2012年6月8日・9日・10日に愛知県豊田市で開催。

### 参加チーム

#### 男子
- 日本代表 (次世代代表[17])
- 韓国代表
- 中国代表

#### 女子
- 日本代表 (次世代代表)
- 韓国代表
- 中国代表

### 結果

#### 男子
| 順位 | チーム | 試合 | 勝 | 分 | 敗 | 得 | 失 | 差  | 点 |
| ---- | ------ | ---- | -- | -- | -- | -- | -- | --- | -- |
| 1位  | 韓国   | 2    | 2  | 0  | 0  | 60 | 33 | 27  | 4  |
| 2位  | 中国   | 2    | 1  | 0  | 1  | 38 | 55 | -17 | 2  |
| 3位  | 日本   | 2    | 0  | 0  | 2  | 48 | 58 | -10 | 0  |

- MVP：キム・セホ (韓国)
- 敢闘賞：ワン･ウェイ (中国)

#### 女子
| 順位 | チーム | 試合 | 勝 | 分 | 敗 | 得 | 失 | 差  | 点 |
| ---- | ------ | ---- | -- | -- | -- | -- | -- | --- | -- |
| 1位  | 日本   | 2    | 2  | 0  | 0  | 57 | 50 | 7   | 4  |
| 2位  | 中国   | 2    | 1  | 0  | 1  | 57 | 52 | 5   | 2  |
| 3位  | 韓国   | 2    | 0  | 0  | 2  | 57 | 69 | -12 | 0  |

- MVP：高木エレナ (日本)
- 敢闘賞：シャ・ツェンウェン (中国)

## JAPAN CUP 2017
「熊本地震復興支援 女子ハンドボール国際大会 JAPAN CUP 2017」
- 2017年8月に熊本県で開催[18]。8月3日・4日・6日の3日間開催だったが、台風の接近に伴い6日の試合（2試合）が中止となった[19]。

### 参加チーム
- 日本代表女子
- 日本リーグ女子選抜
- ポーランド代表女子
- アンゴラ代表女子

### 日程・結果
| 日     | 開催地             | スコア         | スコア    | スコア         |
| ------ | ------------------ | -------------- | --------- | -------------- |
| 8月3日 | ウイングまつばせ   | 日本リーグ選抜 | 22 - 21   | ポーランド代表 |
| 8月3日 | ウイングまつばせ   | 日本代表       | 29 - 28   | アンゴラ代表   |
| 8月4日 | 人吉スポーツパレス | ポーランド代表 | 30 - 28   | アンゴラ代表   |
| 8月4日 | 人吉スポーツパレス | 日本代表       | 36 - 30   | 日本リーグ選抜 |
| 8月6日 | 山鹿市総合体育館   | アンゴラ代表   | ※開催中止 | 日本リーグ選抜 |
| 8月6日 | 山鹿市総合体育館   | 日本代表       | ※開催中止 | ポーランド代表 |

## JAPAN CUP 2018
「JAPAN CUP 2018」
- 2018年6月に3日間開催。

### 日程
| 日      | 開催地                    | スコア       | スコア | スコア             |
| ------- | ------------------------- | ------------ | ------ | ------------------ |
| 6月13日 | 徳島県 (アスティとくしま) | 日本代表男子 | 24-37  | ドイツ代表男子     |
| 6月16日 | 東京都 (東京体育館)       | 日本代表男子 | 22-31  | ドイツ代表男子     |
| 6月23日 | 群馬県 (高崎アリーナ)     | 日本代表女子 | 26-20  | ポーランド代表女子 |

## JAPAN CUP 2019
「JAPAN CUP 2019」は6月に立川（非公開1試合含む）、11月に東京2020大会のテストイベントおよび世界選手権の壮行試合を兼ねて渋谷で行われた。